# Diego Flores (futbolista)
Rodolfo Diego Flores (Córdoba, 11 de diciembre de 1980) es un exjugador y entrenador de fútbol argentino. Actualmente dirige al Maccabi Haifa.

## Trayectoria
Flores, nacido en Córdoba, solo jugaba fútbol amateur (C.A Las Flores, Córdoba) antes de decidir que se convertiría en entrenador a la edad de 24 años. Inició su carrera como entrenador en General Paz Juniors, luego trabajó en las categorías inferiores del Taborín y en el Sportivo Belgrano de Almafuerte antes de mudarse a Irlanda en 2013 para estudiar para las calificaciones de la UEFA.
Mientras estuvo en Irlanda, Flores trabajó como barista en una cafetería y jugó para el Kingswood Castle con sede en Dublín y también ayudó a dirigir los equipos juveniles.
Después de salir de Irlanda a finales de 2013, se mudó a Southampton donde conoció a Mauricio Pochettino, y más tarde a Marcelo Bielsa; luego de una charla con Diego Reyes, miembro del cuerpo técnico de Bielsa. Más tarde, fue invitado por Bielsa a formar parte de su cuerpo técnico en el Olympique de Marsella. En total, trabajó con Bielsa por un total de siete años, en Lazio, Lille OSC y Leeds United. 
El 31 de agosto de 2021, fue nombrado entrenador del equipo argentino Godoy Cruz. El primer partido profesional de Flores como DT ocurrió el 5 de septiembre de 2021, con una victoria en casa por 4-0 ante Gimnasia y Esgrima La Plata. En abril de 2022, dejó el club de mutuo acuerdo. El 3 de noviembre de 2022, inició su segunda etapa en el club de cara a la siguiente temporada. En abril de 2023, fue despedido de su cargo luego de una serie de malos resultados.
En diciembre de 2023, asumió al frente de San Martín de Tucumán. Luego de una temporada con récord de puntos en el club, alcanzó la final por el primer ascenso a la máxima categoría donde cayó ante Aldosivi. Unas semanas más tarde, el equipo perdió en las semifinales del Torneo Reducido frente a Gimnasia y Esgrima de Mendoza y quedó sin posibilidades de ascender a la Liga Profesional. En diciembre de 2024, se confirmó su salida del cargo.
El 10 de febrero de 2025, fue anunciado como director técnico de Gimnasia y Esgrima La Plata, con contrato hasta fin de año. Sin embargo, el 11 de mayo, fue despedido de su cargo después de una serie de malos resultados que ubicaron al club cerca de los puestos de descenso.
En junio de 2025, asumió al frente del Maccabi Haifa, uno de los clubes grandes de la Primera División de Israel. Es, para el ex ayudante de Bielsa, su primera experiencia fuera del país. 

## Estadísticas
| Equipo                                | Div.                | Torneo                 | Estadísticas | Estadísticas | Estadísticas | Estadísticas | Estadísticas | Estadísticas | Estadísticas | Estadísticas | Estadísticas |
| Equipo                                | Div.                | Torneo                 | PJ           | G            | E            | P            | GF           | GC           | DG           | Efectividad  | Puntos       |
| ------------------------------------- | ------------------- | ---------------------- | ------------ | ------------ | ------------ | ------------ | ------------ | ------------ | ------------ | ------------ | ------------ |
| Godoy Cruz Argentina                  | 1.ª                 | Torneo                 |              |              |              |              |              |              |              |              |              |
| Godoy Cruz Argentina                  | 1.ª                 | Copa Argentina 2019-20 | 3            | 1            | 1            | 1            | 4            | 4            | 0            | 44.44%       | 4            |
| Godoy Cruz Argentina                  | 1.ª                 | 2021                   | 16           | 5            | 6            | 5            | 25           | 18           | +7           | 43.75%       | 21           |
| Godoy Cruz Argentina                  | 1.ª                 | Copa de la LPF 2022    | 9            | 2            | 4            | 3            | 17           | 19           | -2           | 37.04%       | 9            |
| Godoy Cruz Argentina                  | 1.ª                 | 2023                   | 10           | 4            | 1            | 5            | 8            | 11           | -3           | 43.33%       | 13           |
| Godoy Cruz Argentina                  | Total               | Total                  | 38           | 12           | 12           | 14           | 54           | 52           | +2           | 42.11%       | 48           |
| San Martín (T) Argentina              | 2.ª                 |                        |              |              |              |              |              |              |              |              |              |
| San Martín (T) Argentina              | 2.ª                 | 2024                   | 43           | 26           | 10           | 7            | 47           | 22           | +25          | 68.22%       | 88           |
| San Martín (T) Argentina              | 2.ª                 | Copa Argentina 2024    | 1            | 0            | 1            | 0            | 3            | 3            | 0            | 33.33%       | 1            |
| San Martín (T) Argentina              | Total               | Total                  | 44           | 26           | 11           | 7            | 50           | 25           | +25          | 67.42%       | 89           |
| Gimnasia y Esgrima La Plata Argentina | 1.ª                 |                        |              |              |              |              |              |              |              |              |              |
| Gimnasia y Esgrima La Plata Argentina | 1.ª                 | 2025                   | 12           | 3            | 4            | 5            | 6            | 11           | -5           | 36.11%       | 13           |
| Gimnasia y Esgrima La Plata Argentina | 1.ª                 | Copa Argentina 2025    | 1            | 0            | 1            | 0            | 1            | 1            | 1            | 33.33%       | 1            |
| Gimnasia y Esgrima La Plata Argentina | Total               | Total                  | 13           | 3            | 5            | 5            | 7            | 12           | -5           | 35.9%        | 14           |
| Total en su carrera                   | Total en su carrera | Total en su carrera    | 95           | 41           | 28           | 26           | 111          | 89           | +22          | 52.98%       | 151          |